# Ture Ander
Ture Henrik Ander, född 17 september 1881 i Asker, Örebro län, död 4 februari 1959 i Arvika Västra församling, var en svensk konstnär, kallad "Blomstermålaren". 

## Biografi
Ture Ander utbildade sig först i måleriyrket, studerade därefter på Tekniska skolan i Stockholm 1898–1903 och 1905–1908 på Konstnärsförbundets skola samt vid Académie Colarossi i Paris 1911–1912, där han tog intryck av bland andra Paul Cézanne.
Han medverkade i De ungas utställning 1909 samt hade separatutställningar i Stockholm 1917, 1934 och 1938.
Ture Ander flyttade 1921 till Arvika, kom i kontakt med Rackengruppen och bosatte sig i Rackstad, där han målade gråtonade naturalistiska värmlandslandskap. Hans specialitet var framför allt blomsterstilleben.
Han finns representerad på bland annat Nationalmuseum, Värmlands museum och Örebro läns museum.
Han gifte sig 1922 med Ragnhild Franzén (1891–1944) och fick barnen Rogne Ander (1923–1998), Marja Nordenberg (1925–1956) och Örjan Ander (1928–1997). Makarna Ander är begravda på Arvika kyrkogård.